# Merlin (raketový motor)
Merlin je rodina raketových motorů vyvinutých společností SpaceX pro použití na raketách Falcon 1, Falcon 9 a Falcon Heavy. Jako palivo používají směs kapalného kyslíku a RP-1 v otevřeném cyklu. Motor byl navrhnut pro opakované použití.
Vstřikovače v srdci Merlinu jsou čepového typu, které byly poprvé použity v programu Apollo pro lunární modul pro přistávací motor.
Pohonné hmoty jsou přiváděny prostřednictvím jednohřídelového dvourotorového turbočerpadla. Turbočerpadlo také poskytuje vysoký tlak pro hydraulické pohony, které pak recykluje do nízkého vstupního tlaku. To eliminuje potřebu samostatného hydraulického systému a znamená, že není možná ztráta řízení vektorování tahu v důsledku nedostatku hydraulické kapaliny.

## Varianty

### Merlin 1A
Počáteční verze Merlin 1A používala levný a nahraditelný materiál pro ablativně chlazenou trysku a produkoval tah o síle 340 kN. Merlin 1A letěl pouze dvakrát. Nejprve 24. března 2006, kdy začal hořet a selhal kvůli úniku paliva krátce po startu a podruhé 21. března 2007, kdy pracoval úspěšně. V obou případech byl Merlin 1A namontován na první stupeň Falconu 1.
Turbočerpadlo SpaceX mělo zcela nový design, navrhnutý firmou Barber-Nichols Inc. v roce 2002, která provedla všechny designové a inženýrské analýzy a konstrukci. Společnost dříve pracovala na turbočerpadle pro RS-88 (Bantam) a motoru Fastrac pro NASA. Turbočerpadlo Merlinu 1A  používalo unikátní hlavní hřídel vyrobený pomocí svařování třením se zakončením z materiálu Inconel 718 a hliníkovým integrálním oběžným kolem ve středu pro RP-1. Kryt turbočerpadla byl vyroben z odlitků s Inconelem na konci turbíny, hliníkovým středem a nerezovou ocelí 300 na konci LOX. Turbína pracovala až při 20 000 ot./min a celkem vážila 68 kg.

### Merlin 1B
Merlin 1B je modernizovanou verzí raketového motoru Merlin 1A. Na vylepšeních turbočerpadla pracoval Barber-Nichols, Inc.[zdroj?] Byl určen pro raketu Falcon 1 a byl schopný produkovat tah až 380 kN na úrovni hladiny moře a 420 kN ve vakuu. Specifický impuls byl 261 sekund na úrovni moře a 303 ve vakuu. Výstupní výkon Merlinu 1B se oproti 1A zvýšil z 1500 kW na 1900 kW. Vylepšení turbíny bylo dosaženo přidáním dalších trysek a součástí vylepšení byla i větší oběžná kola pro RP-1 i LOX. Otáčky narostly na 22 000 ot./min a pracovalo se s vyšším tlakem. Hmotnost zůstala na 68 kg.[zdroj?] Další změna se týkala přesunutí pyrofonického zapalování TEA-TEB do hořákového zapalovače.
Motory měly být také použity na prvním stupni první verze Falconu 9, kde mělo být umístěno devět těchto motorů. Vlivem zkušeností z prvního letu Falconu 1 se SpaceX zaměřila na vývoj motoru Merlin 1C, který používal jiný způsob chlazení. Merlin 1B tak nikdy neletěl.

### Merlin 1C
Merlin 1C používá regenerativní chlazení trysky a spalovací komory. Turbočerpadlo je velice podobné tomu u Merlinu 1B, byly provedeny jen malé změny. Zážeh s plnou délkou trvání 170 sekund proběhl v listopadu 2007. Letěl při prvním úspěšném letu Falconu 1 v srpnu 2008 a bylo to poprvé, kdy soukromá raketa na kapalné palivo úspěšně dosáhla oběžné dráhy. Byl také používaný na Falconu 9, na kterém poprvé letěl v červnu 2010.
Byly vyrobeny tři verze Merlinu 1C. Motor Merlin 1C pro Falcon 1 měl pohyblivou výfukovou soustavu turbočerpadla, která byla použita pro ovládání otáčení. Merlin 1C pro první stupeň Falconu 9 byl téměř identický, ale soustava výfuku turbočerpadla nebyla pohyblivá. Třetí varianta byla vakuová a byla určena pro druhý stupeň Falconu 9. Od varianty na prvním stupni se lišila tím, že měla větší trysku optimalizovanou pro použití ve vakuu a možnost snížení výkonu až na 60 %.
V konfiguraci pro Falcon 1 měl Merlin 1C tah u hladiny moře 350 kN, ve vakuu 400 kN a specifický impuls ve vakuu byl 304 sekund. V této konfiguraci spotřeboval motor 140 kg pohonných látek za sekundu. Testy byly prováděny s jedním motorem a motor v pořádku běžel v součtu celkem 27 minut, což se rovná deseti kompletním letům Falconu 1. Komora motoru je chlazena regenerativně pomocí petroleje, který má průtok 45 kg za sekundu a je schopen absorbovat 10 MW tepelné energie.
Merlin 1 C byl poprvé použit při neúspěšném třetím letu Falconu 1. V diskuzi k selhání Elon Musk poznamenal, že „let prvního stupně s novým motorem Merlin 1C, který bude použit na Falconu 9, vypadal na obraze dobře.“ Merlin 1C byl také použit při úspěšném čtvrtém letu Falconu 1 28. září 2008.
Dne 7. října 2012 Merlin 1C (motor č. 1) při letu CRS-1 v čase  T+00:01:20 postihlo selhání při maximálním dynamickém namáhání rakety. SpaceX po vnitřním vyšetřování zjistila, že motor byl vypnut po náhlé ztrátě tlaku, a byla zničena pouze aerodynamická skořepina, ze které pocházely trosky, které byly vidět na videu. Motor neexplodoval, protože pozemní středisko z motoru přijímalo data po celou dobu letu. Primární náklad nebyl touto závadou ohrožen, raketa pokračovala se zbývajícími osmi motory s upravenou trajektorií, ale sekundární náklad se nepodařilo umístit na oběžnou dráhu z důvodů bezpečnostních protokolů, aby se zabránilo kolizi s ISS. 
SpaceX plánoval vyvinout verzi s tahem 560 kN, která by byla použita na Falconu 9 v1.1 a Falconu 1e. Nakonec byl vývoj zrušen ve prospěch motoru Merlin 1D.

### Merlin 1C vakuum
V tiskové zprávě z 10. března 2009 SpaceX oznámila úspěšné testy motoru Merlin určeného pro provoz ve vakuu. Merlin upravený pro provoz ve vakuu má větší výfukové části a větší expanzní trysku pro maximalizaci účinnosti motoru ve vakuu. Jeho spalovací komora je chlazena vyzařováním tepla. Motor poskytuje ve vakuu tah 411 kN a specifický impuls 342 sekund. První vyrobený Merlin 1C vakuum podstoupil zážeh v plné délce 329 sekund a byl připevněný na druhý stupeň Falconu 9. K testu došlo 2. ledna 2010. Tento stupeň byl potom použit při prvním letu Falconu 9 v1.0, který letěl 4. června 2010. Při práci na plný výkon je Merlin 1C vakuum nejúčinnější americký uhlovodíkový raketový motor.
Neplánovaný test upraveného Merlinu vakuum byl proveden v prosinci 2010. Krátce před druhým letem Falconu 9 se objevili dvě trhliny na trysce motoru. Technickým řešením bylo odříznout spodní 1,2 metru dlouhou část trysky a startovat o dva dny později, protože výkon, který plyne z delší trysky, nebyl třeba pro splnění mise.

### Merlin 1D
Merlin 1D byl vyvinut společností  SpaceX v letech 2011 až 2012 a poprvé letěl v roce 2013. Původní tah na úrovni hladiny moře měl být 620 kN, v roce 2011 se ukázalo, že tah ve vakuu je 690 kN, specifický impuls ve vakuu je 310 sekund, expanzní poměr se zvýšil na 16 a tlak v komoře v „sweet spot“ je 9,7 MPa. Nově má motor schopnost snížit tah na 70 %. později byla hodnota upřesněna na 40 % plného tahu.
Když bylo v červnu 2012 dokončeno testování, tak SpaceX uvedla, že motor dokončil testovací zážehy o délce trvání odpovídající délce mise (185 sekund) s tahem 650 kN, čímž poměr tahu ku hmotnosti přesáhl hodnotu 150. V listopadu 2012 webová stránka Merlinu uváděla u motoru tah u moře 650 kN, ve vakuu 720 kN, specifický impuls u moře 282 s a ve vakuu 311 sekund. Merlin se tak stal motorem poháněným petrolejem s otevřeným cyklem, který má největší specifický impuls. 20. března 2013 SpaceX oznámila, že Merlin 1D motor dosáhl letové kvalifikace. V červnu 2013 byl poprvé použit na prvním stupni Falconu 9 v1.1.

### Merlin 1D vakuum
Vakuová verze Merlinu 1D byla vyvinuta pro druhé stupně Falconu 9 v1.1 a Falconu Heavy.
Na konci roku 2012, Elon Musk tweetoval fotku Merlinu 1D vakuum zavěšeného na zkušebním stojanu a prohlásil: „Teď testujeme náš nejmodernější motor Merlin 1D vakuum s tahem 80 tun.“ V současné době je na oficiální produktové stránce SpaceX tah Merlinu vakuum uváděn na 934 kN a specifický impuls na 348 s. Zvýšení je důsledkem většího expanzního poměru, který je ve vakuu 165:1.
Podle uživatelské příručky SpaceX může Merlin 1D vakuum snížit tah až na 39 % maximálního výkonu, nebo na 360 kN.

### Merlin 1D+
Merlin 1D+ je vylepšená verze Merlinu 1D. V listopadu 2013, během společné telekonference SES a SpaceX týkající se vynesení SES-8, Elon Musk uvedl, že motor byl skutečně na 85 % svého potenciálu, a očekával, že tah na hladině moře se zvýší na 730 kNa. V červnu 2015 Tom Mueller odpověděl na otázku o poměru tahu ku hmotnosti motoru Merlin 1D+. Uvedl, že Merlin 1D+ má hmotnost 470 kg včetně axiálních pohonů a že aktuální tah ve vakuu je 723 kN a vylepšený tah ve vakuu by mohl být 825 kN při stejné váze. Tyto údaje poskytují aktuální poměr tahu ku hmotnosti  ≈158 a s vylepšením až ≈180. Vylepšené motory jsou nyní s několika dalšími změnami používány na Falconu 9 v1.2, který byl poprvé použit při dvacátém letu Falconu 9.

V květnu 2016 SpaceX oznámila, že plánuje další zvýšení výkonu Merlinu 1D+ na 914 kN ve vakuu a 845 kN na hladině moře. Podle SpaceX se tím zvýší nosnost Falconu 9 na LEO na 22 tun v případě, že se nebude zachraňovat první stupeň. Tato verze Falconu je známá jako Falcon 9 Block 5. SpaceX také poznamenala, že na rozdíl od předchozího Falconu 9 v1.2 je nárůst výkonu pouze v důsledku zvýšení tahu motorů.

## Návrh

### Ovládání motoru
SpaceX používá redundantní systém letových počítačů. Systém používá tři počítače v každé procesorové jednotce, kdy každý neustále kontroluje ostatní, aby se vytvořil systém odolný proti chybám. Jedna procesorová jednotka je u každého z deseti motorů Merlin (devět na prvním stupni, jeden na druhém stupni) použitých na Falconu 9.

### Turbočerpadlo
Turbočerpadla na LOX a RP-1 používaná u motorů Merlin 1 A až 1C byla navržena a vyvinuta Barber-Nichols.

## Výroba
V srpnu 2011 vyráběla SpaceX motory Merlin rychlostí osm za měsíc a plánovala zvýšení produkce až na 33 motorů měsíčně (nebo 400 ročně).
V září 2013 se celkový výrobní prostor SpaceX zvýšil na téměř 93 000 m² a továrna byla nakonfigurována tak, aby se dosáhlo maximální výrobní rychlosti čtyřiceti raketových jader za rok, k tomu dostačuje původně avizovaných 400 motorů ročně. V říjnu 2014 SpaceX uvedla, že vyrobila stý Merlin 1D a že motory vyrábí rychlostí 4 za týden a brzy chce týdně vyrábět 5 motorů.
n.
V únoru 2016 SpaceX uvedla, že bude muset vyrábět stovky motorů ročně, aby bylo možné vyrábět 30 raketových jader ročně.